# Luc-Francis Genicot
Pour les articles homonymes, voir Genicot.
Luc-Francis Genicot, né à Tournai le 11 septembre 1938, mort à Namur le 8 juillet 2007, fils de l'historien Léopold Genicot, est un scientifique belge, historien de l'architecture et archéologue du bâti, professeur à l'université de Louvain. Il « a joué un rôle essentiel dans l’étude et dans une connaissance du patrimoine de Wallonie. »

## Biographie
Après une formation d'historien et d'archéologue, couronnée par une thèse de doctorat (FNRS) sur les grands monuments disparus du XIe siècle mosan, Luc-Francis Genicot enseigne l'histoire de l'architecture et la conservation du patrimoine à l'Université Catholique de Louvain de 1967 à 2000. Il participe au déménagement du département d'archéologie et d'histoire de l'art de Louvain à Louvain-la-Neuve où il forma une génération d'historiens de l'architecture et d'archéologues du bâti qui contribuèrent à l'étude et à la mise en valeur du Patrimoine wallon.
Très tôt, il se préoccupe de l'avenir du patrimoine architectural, en tant qu'artisan de la première heure de l'Inventaire du patrimoine monumental de la Belgique, collaborateur à la revue Monumentum (ICOMOS) et membre de la Commission royale des Monuments et Sites dès 1970.
Le Centre d'Histoire d'Architecture et du Bâtiment (CHAB-UCL) qu'il crée en 1971, se consacre au développement d'une nouvelle historiographie en matière d'architecture ancienne, tendant à mettre à leur juste place des productions considérées comme 'mineures', formant néanmoins la plus grande part du bâti traditionnel. Des petits donjons du Moyen Âge aux églises paroissiales du XIXe siècle, des châteaux forts aux châteaux d'eau, autant de publications collectives qui mettent en lumière des pans entiers du patrimoine jusqu'alors négligés.
De 1981 à 1995, Luc-Francis Genicot dirige la vaste enquête sur l'Architecture rurale en Wallonie, panorama inédit d'une partie substantielle d'un patrimoine traditionnel en mutation, résultant en une série de douze ouvrages de référence publiés aux éditions Pierre Mardaga. Il dirige ensuite une autre enquête sur les Donjons médiévaux de Wallonie pour le compte de la Région wallonne (1995-2000).
Pendant plusieurs décennies, de 1970 à 2007, Luc-Francis Genicot est membre de la Commission royale des Monuments et des Sites, puis de la Commission royale des Monuments, Sites et Fouilles de la Région Wallonne. Peu avant sa mort, il est élu à l'Académie Royale de Belgique (Classe des Beaux-Arts) en 2005 .

## Publications
Auteur de nombreux livres et articles sur l'architecture en Belgique et plus particulièrement en Wallonie, ses principaux travaux concernent l'architecture religieuse romane mosane, les châteaux et donjons médiévaux, et l'architecture rurale.
Parmi ses ouvrages principaux, en ordre chronologique: 
- L.-F. Genicot, Les églises romanes du Pays mosan. Témoignage sur un passé, Liège-Celles, 1970, 118 p.
- L.-F. Genicot, La cathédrale de Tournai (Wallonie, Art et Histoire, 1), 2e éd. rev et corr., Gembloux: Duculot, 48 p.
- L.-F. Genicot, Les églises mosanes du XIe siècle (1): Architecture et Société, Louvain: Publications universitaires de Louvain, 1972, 368 p.
- L.-F. Genicot (dir.), Mélanges d'histoire de l'architecture (1), Louvain: Institut supérieur d'archéologie et d'histoire de l'art, 1973, 84 p.
- L.-F. Genicot (dir.), Le domaine d'Orval (1): Cinq fermes et une ville entre Meuse et Semois, Liège: Solédi, 1973, 109 p.
- L.-F. Genicot (dir.), Le grand livre des châteaux de Belgique (1): Châteaux-forts et châteaux-fermes, Bruxelles: Marc Vokaer éditeur, 1975.
- L.-F. Genicot (dir.), Le grand livre des châteaux de Belgique (2): Châteaux de plaisance, Bruxelles: Marc Vokaer éditeur, 1977.
- L.-F. Genicot, L'architecture. Considérations générales (Typologie des Sources du Moyen Âge occidental, 29), Turnhout: Brepols, 1978, 86 p.
- L.-F. Genicot (dir.), Le domaine d'Orval (2): L'économie d'Orval à travers les siècles. Les églises: architecture, Liège: Solédi, 1978, 129 p.
- L.-F. Genicot (dir.), Mélanges d'histoire de l'architecture (2). Études sur les constructions du XVIIIe en Wallonie, Louvain-la-Neuve, 1978, 253 p.
- L.-F. Genicot (dir.), Lorraine belge (Architecture rurale de Wallonie, 1), Liège: Pierre Mardaga, 1983, 259 p.
- L.-F. Genicot (dir.), Hesbaye namuroise (Architecture rurale de Wallonie, 2), Liège: Pierre Mardaga, 1983, 181 p.
- L.-F. Genicot, Introduction aux sciences auxiliaires traditionnelles de l'histoire de l'art: diplomatique, héraldique, épigraphie, sigillographie, chronologie, paléographie, Louvain-la-Neuve, 1984, 116 p.
- L.-F. Genicot (dir.), Tournaisis (Architecture rurale de Wallonie, 3), Liège: Pierre Mardaga, 1984, 200 p.
- L.-F. Genicot (dir.), Hesbaye liégeoise (Architecture rurale de Wallonie, 4), Liège: Pierre Mardaga, 1986, 214 p.
- L.-F. Genicot (dir.), Pays de Herve (Architecture rurale de Wallonie, 5), Liège: Pierre Mardaga, 1987, 227 p.
- L.-F. Genicot (dir.), Ardenne centrale (Architecture rurale de Wallonie, 6), Liège: Pierre Mardaga, 1987, 247 p.
- L.-F. Genicot (dir.), Fagne et Famenne (Architecture rurale de Wallonie, 7), Liège: Pierre Mardaga, 1988, 232 p.
- L.-F. Genicot (dir.), Hesbaye brabançonne (Architecture rurale de Wallonie, 8), Liège: Pierre Mardaga, 1989, 234 p.
- L.-F. Genicot (dir.), Condroz (Architecture rurale de Wallonie, 9), Liège: Pierre Mardaga, 1989, 280 p.
- L.-F. Genicot (dir.), Hainaut central (Architecture rurale de Wallonie, 10), Liège: Pierre Mardaga, 1989, 280 p.
- S. De Jonghe, L.-F. Genicot & É. Guillaume, Fontaines et pompes de nos villes (Héritages de Wallonie), Liège: Éditions du Perron, 1990, 120 p.
- K. Depicker, L.-F. Genicot & Y. Hanosset, Anciennes sources d'eau de nos campagnes (Héritages de Wallonie), Liège: Éditions du Perron, 1990, 117 p.
- L.-F. Genicot (dir.), Ardenne herbagère (Architecture rurale de Wallonie, 11), Liège: Pierre Mardaga, 1992, 300 p.
- L.-F. Genicot (dir.), Pays de Soignies et de Nivelles (Architecture rurale de Wallonie, 12), Liège: Pierre Mardaga, 1993, 261 p.
- L.-F. Genicot, P. Butil, S. De Jonghe, B. Lozet & P. Weber, Le patrimoine rural de Wallonie. La maison paysanne, 2 vol., Bruxelles-Namur, 1996.
- S. De Jonghe, H. Gehot, L.-F. Genicot, P. Weber & F. Tourneur, Pierres à bâtir traditionnelles de la Wallonie. manuel de terrain, Jambes, 1996.
- M. Buyle, Th. Coomans, J. Esther & L.-F. Genicot, L'architecture gothique en Belgique, Bruxelles: Racine, 1997.
- C. d'Ursel, L.-F. Genicot, R. Spède & P. Weber, Donjons médiévaux de Wallonie (1): Province de Brabant Wallon, Namur: IPW, 2000, 106 p.
- C. d'Ursel, L.-F. Genicot, R. Spède & P. Weber, Donjons médiévaux de Wallonie (2): Province de Hainaut, Namur: IPW, 2001, 119 p.
- L.-F. Genicot, R. Spède & P. Weber, Les tours d'habitation seigneuriales du Moyen Âge en wallonie. Analyse archéologique d'une typologie (Études et Documents, Monuments et Sites, 9), Namur, 2002, 259 p.
- C. d'Ursel, L.-F. Genicot, R. Spède & P. Weber, Donjons médiévaux de Wallonie (3): Province de Liège, Namur: IPW, 2003, 281 p.
- L.-F. Genicot, N. Léonard, R. Spède & P. Weber, Donjons médiévaux de Wallonie (4): Province de Namur, Namur: IPW, 2003, 217 p.
- L.-F. Genicot, R. Spède & P. Weber, Donjons médiévaux de Wallonie (5): Province de Luxembourg, Namur: IPW, 2004, 99 p.

Nombreux articles dans le Bulletin de la Commission royale des Monuments et des Sites , la Revue des archéologues et historiens d'art de Louvain.